# Parbati (rivière du Madhya Pradesh)
Pour les articles homonymes, voir Parbati.
La Parbati est une rivière du Madhya Pradesh, en Inde et un affluent du Chambal donc un sous-affluent du Gange par la Yamunâ. 

## Géographie
Elle naît à une hauteur de 610 mètres dans la chaîne du Vindhya, et coule sur 436 km, avant d'affluer dans la Chambal.